# Isatis sivasica
Isatis sivasica är en korsblommig växtart som beskrevs av Peter Hadland Davis. Isatis sivasica ingår i släktet vejdar, och familjen korsblommiga växter. Inga underarter finns listade i Catalogue of Life.